# 賽博人的崛起
〈賽博人的崛起〉（英語：Rise of the Cybermen）是英國科幻電視劇《異世奇人》系列2的第5集，於2006年5月13日在BBC One首播。本集的編劇是湯·麥克雷，導演為格雷姆·哈珀，他是目前為止唯一一位分別替舊版和新版《異世奇人》執導的人。在演員方面，除了固有的大衛·田納特飾演博士和比莉·派佩飾演羅斯·泰勒外，洛爾·克拉克在這集分飾米基·史密夫和域奇·史密夫，肖恩·丁沃爾所扮演的彼得·泰勒也是主角。
本集講述TARDIS意外地來到平行宇宙。在這兒，商人約翰·盧米克有感人類太薄弱而悄悄把人改裝成賽博人，一種由人腦操縱卻被移去感情的機械人。然而，盧米克無力控制賽博人，後者四出把人類「升級」成其同類，引起軒然大波，餘下的情節則留在〈鋼鐵時代〉。最終，這集在最峰時共有965萬人收看，評價則以正面為主。

## 劇情
博士、泰勒和米基繼續他們的旅程。在TARDIS上，博士和泰勒討論二人之前去過的地方，令米基感到被忽視。突然間，TARDIS因遇到「時間氣流」而失去控制。轉眼間，儘管TARDIS的電池受到損壞，但它還是座落到一塊平地。米基步出TARDIS，發現他們正身處當代的倫敦。同時，泰勒赫然發現已經過身的父親彼得竟成為了成功的商人，並出現在廣告牌上。此時，博士才發現他們身處在平行世界。隨後，博士找到合適的電池供TARDIS充電，考慮到充電甚為耗時，博士因而提議泰勒和米基四周走走。於是，米基試圖去找他的婆婆，而泰勒則和博士行逛，他們發現這兒的人都戴著一種連接腦部，用來接收資訊的免提裝置，博士認為這裝置甚有可疑。
另一方面，發明這免提裝置的大亨約翰·盧米克向英國總統（平行世界內的英國首相）提交人類腦部移植到金屬外殼中的「人類升級計劃」方案遭到否定。心有不甘的盧米克於是暗地裡誘拐一些露宿者，並把他們升級成擁有人腦的機械人—「賽博人」。而事實上，彼得不齒友人盧米克的所為，故他向獨立監察組織「說教者」（Preachers）揭發盧米克的舉動。為此，「說教者」派出傑克·西蒙斯調查彼得的話是否屬實。在過程中，他發現兩個長得一模一樣的人，又發現其中一人並不屬於這星球，這兩人正是米基和在平行字宙的域奇。西蒙斯認為他們異於常人，於是邀請二人加入調查，米基和域奇欣然接受。
當天晚上，盧米克出席友人彼得妻子積奇的生日派對。與此同時，博士和泰勒則以僕人的身份潛入會場，以查探免提裝置的來歷。途中，泰勒得悉彼得和積奇過著有名無實的夫婦生活，無兒無女，並打算離婚。於是，泰勒試圖遊說彼得改變初衷，落得被人訓示的下場。忽然，一群賽博人包圍派對會場，盧米克要脅出席派對的總統要麼同意他的方案，要麼賽博人會殺光派對的所有人。然而，總統拒絕屈服。於是，盧米克下令殺死總統。這一幕激發出席者們的憤怒，繼而反擊，但均被賽博人殺掉。博士見此，帶著彼得和泰勒逃離會場時遇到同樣是來調查的米基和西蒙斯。前來支援的「說教者」以自動步槍攻擊賽博人，但無奈子彈有限，終令眾人被包圍。博士宣佈投降，並指眾人都願意升級為賽博人。可是，賽博人指他們不合資格，並指他們將會被肅清。劇集至此結束，餘下的劇情在〈鋼鐵時代〉交代。

### 前後連接
本集曾兩度提及火炬木小組。第一次是泰勒通過手機閱讀有關該組織的新聞，另一次則是彼得在派對上問其中一名出席者該小組現況如何。事實上，火炬木小組是《異世奇人》中不時提到的神秘組織。該組織由維多利亞女王親自成立，用意調查包括博士等神秘事項。在〈末日〉一集，彼得告訴博士火炬木小組在平行宇宙中的地球已是廣為人知的組織。此外，劇中提到積奇40歲生日其實是在應呼〈第十星球〉播出40周年，這集正是賽博人在舊版《異世奇人》中首次登場。
在潛入派對會址後，博士和泰勒自稱為「博士爵士」和「泰勒女士」這稱號是源於〈牙與爪〉中維多利亞女王賜與兩人的封號。此外，在這集中，米基發現一個稱之為域奇，外貌和他一樣的人，域奇這名字是源於系列1中博士初遇米基時對他的稱呼。至於在這集一開始時，博士為減輕重量，把6個面罩拋出TARDIS，這是源於TARDIS應由6個人駕駛的傳言，而此說法在〈旅程終結〉得到證實。博士在派對中穿著的無尾禮服在之後的劇集中再次出現，包括〈回春實驗〉和〈詛咒之旅〉。

## 製作

### 劇本創作
《異世奇人雜誌》指〈賽博人的崛起〉的靈感是源於2002年的一部《異世奇人》廣播劇《備用配件》，內容講述博士來到一個冷凍的星球，發現這兒的人自出生後就被裝上一個思想控縱器，用以被統治者操控。《異世奇人》的執行製作人拉塞爾·T·戴維斯指《備用配件》是他畢生以來看過的最佳劇本。為鳴謝該廣播劇的編劇馬克·普拉特，劇組特意在《賽博人的崛起》的片尾加上「感謝馬克·普拉特」的字樣。本集的編劇湯·麥克雷認為他的劇本並非單是改編《備用配件》，「我寫的故事與《備用配件》不同—有著不同的設定、主題和角色......但不得不承認是的如戴維斯沒聽過《備用配件》，〈賽博人的崛起〉是不會出現的」。
而事實上，這集早期的概思與播出的版本大為不同。這集最初以買賣身體部件為主題﹕有錢人能買到最新的肢體，窮人則被拒之門外。戴維斯就這概念大為欣賞，因這想法「不可思議」。同時，他還要求麥克雷設想角色們在平行宇宙中與現實的差異。戴維斯表示：「當你發現在平行宇宙中，所有人都戴著控制器是一件很恐怖的事」。另外，為免像〈第三次世界大戰般〉造成嚴重的劇透，本集在播映完畢後並沒有播出預告片。

### 拍攝
〈賽博人的崛起〉的導演是格雷姆·哈珀，他曾執導1984年播出的〈安道史格人的洞穴〉和1985年的〈戴立克的啟示〉執導，使他成為至今唯一一位為舊版和新版《異世奇人》當導演的人。這集主要的拍攝地點包括卡迪夫的煤炭交易所和紐波特的法爾茅斯發電廠 。為給觀眾一個新的形象，劇組重新設計賽博人的外觀。據報導，新的賽博士採用了裝飾風藝術。一如舊版的《異世奇人》，本集的賽博人也是由演員穿上木製盔甲扮成的。此外，為了讓賽博人的動作在鏡頭前顯得更為整齊，演員們在拍攝前須進行排練。
據《太陽報》表示，飾演盧米克的羅傑·勞埃德·派克在拍攝前夕腳部骨折。有見及此，劇組須安排派克坐在輪椅上演出。不過，導演哈珀否認真有其事，並指早已決定派克會使用輪椅：「盧米克是個坐在輪椅上等待死亡的人，這也是驅動他製造賽博人的動力」。

## 發行和反響
〈賽博人的崛起〉原定2006年5月13日晚上7時在BBC One播出，但由於直播英格蘭足總盃決賽的關係，節目延遲23分鐘才播放，這連帶緊接的《異世奇人解密》也延後放映。收視報告指，當晚共有860萬人通過電視收看這集，在最高峰時共吸納865萬名觀眾，欣賞指數為86分 。而在最後的收視報告則指，當晚的收看人數是922萬人，為整個星期中收看人數第六高的節目。
數位間諜對賽博人的新設計大加讚賞，認為這機械人依舊很嚇人，又指故事想說明人們執著於替所有事物升級.。IGN在10分為滿分下給這集8.5分，稱此集不論在視覺上還是對白的編寫也做得很好，並對賽博人的回歸及劇中道出泰勒和米基的矛盾表示欣賞。《SFX》的尼克稱在哈珀的執導使他加深了對賽博人和平行宇宙的印象，但同時他認為盧米克狡猾的形象誇張了點。

## 資料來源
1. ↑  Nazzaro, Joe. . Sci Fi Wire. 2006-05-10  [2006-05-11]. （原始内容存档于2009-05-04）.
2. ↑  . BBC.   [2010-05-30]. （原始内容存档于2012-05-08）.
3. ↑  .   [2007-04-07].[]
4. 1 2  .   [2007-04-06]. （原始内容存档于2009-03-09）.
5. ↑  , Doctor Who Magazine: Series Two Companion (14 - Special Edition), 2006-11-09, (14 - Special Edition)
6. ↑  Hogan, Dek. . Digital Spy. 2012-05-14  [2012-12-31]. （原始内容存档于2014-02-01）.
7. ↑  Haque, Ahsan. . IGN. 2006-10-30  [2012-12-31]. （原始内容存档于2021-01-26）.
8. ↑  Setchfield, Nick. . SFX. 2006-05-22  [2012-12-31]. （原始内容存档于2006-08-27）.

## 外部連結
- TARDISODE 5 （页面存档备份，存于）
- "Rise of the Cybermen" episode homepage （页面存档备份，存于）